# 解放新聞
解放新聞（かいほうしんぶん）とは新聞の一つで、部落解放同盟の中央機関紙。発行元は大阪市港区の解放新聞社。近年、大幅な部数減に悩みつつある。
なお、部落解放同盟全国連合会の機関紙である「部落解放新聞」は別の新聞。

## 概要
1947年4月1日、部落解放全国委員会の機関紙として創刊。初代編集発行人は部落解放全国委員会書記長の井元麟之。ただし実質的な編集発行人は木村京太郎だった。タブロイド判2ページで、当時、月1回発行を謳っていたが、実際は不定期刊だった。定価は1部50銭。
1951年、月刊4ページの定期刊となる。
1953年、月2回発行となる。
1958年、旬刊となる。
1971年、週刊となる。
1975年、8ページとなる。
1979年、月1回のみ12ページとなる。
1980年、1000号発行を達成。
2001年9月24日、時事コラム「うの眼 たかの目」欄でアメリカ同時多発テロ事件に触れて
云々と大量殺戮を賛美する文章が登場し、このために物議をかもした。